# SSAT
SSAT (англ. Secondary School Admission Test) — стандартизированный образовательный тест на английском языке для школьников с 3 по 11 классы, по результатам которого приёмные комиссии многих североамериканских независимых или частных школ (а также международных школ, расположенных в других регионах мира) принимают решение о зачислении кандидата в их учебное заведение. Высокий балл за тест SSAT — одна из важнейших составляющих заявки на поступление в выбранную школу. Экзамен разработан Советом по вступительному тестированию для получения среднего образования (Secondary School Admission Test Board — SSATB).
Несмотря на схожесть названий, тест SSAT не связан с тестом SAT и курирующей его организацией Университетским советом (College Board).

## Уровни и разновидности теста
Тест SSAT проводится на 3-х уровнях:
- Elementary Level (начальный уровень) — для учащихся 3—4 классов
- Middle Level (средний уровень) для учащихся 5—7 классов
- Upper Level (высший уровень) — для учащихся 8—11 классов

Существует 2 разновидности SSAT:
- Standard Administration (стандартное тестирование), которое проводится в авторизованных экзаменационных центрах по всему миру 8 раз в академическом году по определённым датам
- Flex Administration («плавающее» тестирование), которое проводится в индивидуальном или групповом порядке в любую другую дату, кроме официально установленных.

## Цели тестирования
SSAT проверяет готовность учащихся к восприятию индивидуальной программы обучения независимой или частной средней образовательной школы. Итоги теста SSAT раскрывают способности школьника, давая возможность образовательным учреждениям предсказать степень готовности к первому году обучения, а также выделить его среди остальных претендентов.
Тестирование SSAT проверяет разнообразные академические навыки, необходимые для успешного восприятия академической программы школы: способность к устному доказательному ответу (verbal reasoning), восприятие прочитанной информации (reading comprehension) и математические способности (mathematics). Таким образом, благодаря тестированию SSAT образовательные учреждения получают объективную информацию о вероятности потенциального успеха школьника при обучении. В свою очередь, SSAT не предназначен для проверки таких качеств, как мотивация, упорство, творческие способности, которые также важны для успешного обучения.
По замыслу авторов теста, SSAT призван раскрыть 3 основных навыка — вербальные способности, способности к чтению и к вычислению. Особенный упор делается на проверке критического мышления и умения решать поставленные задачи. SSAT характеризуется средней степенью сложности, то есть 50 % экзаменуемых, как правило, оказываются в усреднённом по количеству необходимых баллов статистическом диапазоне. Вопросы теста различаются по своей сложности и адаптируются под школьника в зависимости от его уровня с целью наиболее эффективной проверки навыков.
SSAT — это тестирование с нормированным результатом, так что итоговые баллы каждого экзаменуемого соотносятся с общим разбросом показателей всей аудитории как контрольной группы. Контрольной группой SSAT среднего и высшего уровней являются все экзаменуемые (одного класса/пола), сдававшие тест впервые в США и Канаде за последние 3 года в одну из суббот или воскресений, официально назначенных для проведения стандартного тестирования.

## Структура теста
Тест SSAT включает краткий письменный раздел без установленных критериев по баллам и раздел с многовариантными ответами на выбор для проверки вычислительных способностей (Mathematics), навыка воспринимать прочитанное (Reading comprehension) и устно выражаться (Verbal)
Вычислительный раздел (Quantitative section) состоит из двух 30-минутных математических секций, включающих по 25 вопросов каждая. Данный раздел проверяет знание основных вычислительных концепций, алгебры, геометрии. Все задания связаны с основными математическими операциями.
Чтение (Reading comprehension) — 40-минутная секция, включающая в себя 40 вопросов к прочитанным отрывкам. Данный раздел проверяет способности экзаменуемого в понимании прочитанного. В целом, для данного раздела теста SSAT используются 2 типа исходных текстов: повествовательные, включающие в себя выдержки из романов, поэм, коротких рассказов или сочинений; и доказательные, которые представляют собой аргументированную точку зрения в отношении определённого вопроса.
Вербальная секция (Verbal) — длится 30 минут и состоит из 30 вопросов на синонимы и 30 вопросов на аналогии. Вопросы на синонимы оценивают словарный запас экзаменуемого. Вопросы на аналогии оценивают способность экзаменуемого соотносить идеи в соответствии с их логикой.
Эссе (Essay) — письменная творческая секция теста, не подлежащая количественной оценке и для выполнения которой экзаменуемому предоставляются разные подсказки: школьникам Начального уровня будет предложена для описания картинка; школьники Среднего уровня получат на выбор 2 творческих подсказки; школьники высшего уровня получат одно эссе и одну творческую подсказку на выбор. Длительность данной секции 25 минут. Баллы не выставляются. Тем не менее, сочинение экзаменуемого школьника отправляется в приёмную комиссию выбранной им школы вместе с баллами за остальные секции теста SSAT.

## Определение результатов
Все вопросы теста SSAT равноценны по ценности, так что итоговое количество баллов зависит от числа правильных ответов. При этом за каждый неправильный ответ отнимается ¼ балла. Неотвеченные вопросы никак не учитываются — ни прибавлением, ни вычитанием баллов. Итоговый отчёт теста SSAT представляет собой шкалу балльных оценок за каждую секцию в виде перцентильных рядов по каждой категории, сравнивающих баллы студента с результатами других экзаменуемых, того же пола и такого же класса из тех, кто сдавал данный тест впервые за последние 3 года в США и Канаде во все официально установленные даты для проведения Стандартного тестирования. Также в отчёте содержится оценка общенациональных перцентильных рядов, и для школьников 8—11 классов — прогнозируемые баллы за сдаваемый в 12-м классе тест SAT.
После получения результатов теста SSAT школьники могут отправить отчёт в независимые школы по своему выбору. Затем данные школы производят оценку полученных результатов в соответствии с собственными стандартами и требованиями.

## Даты и стоимость тестирования
Проходить стандартное тестирование (Standard Administration) SSAT по официальным установленным датам можно неограниченное число раз; «плавающее» тестирование (Flex Administration) проводится один раз в год.
Стоимость стандартного тестирования SSAT среднего и высшего уровня, проводимого на территории США, Канады, Американского Самоа, Пуэрто-Рико, Сайпана, Американских Виргинских островов, составляет 120 долларов США. Тестирование SSAT начального уровня на этих территориях стоит 80 долларов США.
Стоимость стандартного тестирования SSAT, проводимого в остальных странах, составляет 323 доллара США. За позднюю регистрацию, срочную регистрацию и за изменение даты или места тестирования взимается дополнительная плата. Вся произведённая оплата не подлежит возврату.
Стандартное тестирование, как правило, начинается в 9-00, но, тем не менее, время может меняться (об этом уведомляют организаторы теста). Прибыть на тестирование рекомендуется не позже чем за 30 минут до начала. Обычная регистрация без штрафов закрывается за 3 недели до даты тестирования. Регистрация должна быть осуществлена в online режиме в установленные регистрационные сроки.